# L'uomo è cacciatore
L'uomo è cacciatore (Hold That Lion) è un film muto del 1926 diretto da William Beaudine.

## Produzione
Il film venne girato con il titolo di lavorazione Ladies First and Hunting Trouble.

## Distribuzione
Il copyright del film, richiesto dalla Famous Players-Lasky Corp., fu registrato il 24 settembre 1926 con il numero LP23152.
Presentato da Jesse L. Lasky e Adolph Zukor, il film fu distribuito negli Stati Uniti dalla Paramount Pictures, proiettato in prima a New York il 4 settembre 1926, per uscire poi nelle sale il 27 settembre. In Danimarca, il film fu distribuito il 29 giugno 1927 con il titolo Kærlighed og Løvejagt; in Finlandia, uscì il 5 settembre 1927; in Portogallo, il 19 marzo 1928 come Herói à Força. In Svezia, prese il titolo Kärlek och lejonjakt; in Francia Chasseurs, sachez chasser!; in Brasile, Herói ã Força.
In Italia, fu distribuito dalla Paramount che ottenne per il film il visto di censura numero 23629 a fine luglio 1927.
Copia della pellicola (nitrato 35 mm) si trova conservata negli archivi della Library of Congres di Washington.